# Чарльз Відмор
Чарльз Відмор (англ. Charles Widmore) — вигаданий персонаж і один з другорядних героїв американського телесеріалу «Загублені» (виробництво ABC). Багатий бізнесмен, батько Пенелопи і Фарадея, 1954 року жив на Острові і був членом Інакших. Довгий час змагається з Бенджаміном Лайнусом за право володінням Островом. Спроба заволодіти Островом, надіславши до нього вантажний корабель Kahana, закінчилася невдачею. Роль Відмора виконали кілька акторів: Алан Дейл — Відмор в старості, Те Коноллі — в 17, Девід С. Чі — 40.

## На острові (1954 рік)
Молодий Чарльз Відмор перебував серед Інакших на Острові в 1954 році. У цей час йому було 17 років. («The Life and Death of Jeremy Bentham») Він і ще двоє чоловіків, Каннінгем і Маттінглі, носили вкрадену армійську уніформу з нашивками (на його нашивці було написано ім'я «Марія»). Після того, як уцілівші, які подорожують у часі після переміщення Острова, врятувалися від нападу Інакших на пляжі Відмор і його група захопили в полон Соєра і Джульєт. Однак втрутився Локк, який встиг вчасно вбити Маттінглі і обеззброїв Чарльза і Каннінгема. («The Lie»)
Відмор і Каннінгем почали розмовляти між собою на латині і тим самим видали себе. Джульєт зрозуміла, що вони одні з Інакших. Каннінгем хотів розповісти їй про місце розташування їх табору, але Чарльз вбив його і втік в джунглі. Не знаючи, що Локк чудово вміє розпізнавати сліди, він сам привів їх у табір Інакших. Коли той прийшов туди, Відмор наставив на нього пістолет і вимагав зупинитися, але Локк не слухав його і вимагав зустрічі з Річардом . Коли Річард погодився його вислухати, Чарльз наважився посперечатися з ним і крикнув, що Локку не можна довіряти. Тоді Річард осадив молодика, показавши, хто в даний момент головний. («Бомба»)

## На острові (1977 рік, минуле)
Коли Соєр і Кейт несли пораненого молодого Бена до Річарда, вони зустріли Інакших у джунглях. Один з них, Ерік, сказав, що Відмор буде незадоволений цим. Мабуть, вже тоді Чарльз займав високе положення в ієрархії Інакших. («Whatever Happened, Happened») Після того, як Річард приніс Бена з Храму, Карл виступив проти цього, сказавши, що Річард повинен був залишити хлопчика вмирати. Він припинив протести тільки, коли Річард відповів, що так хоче Джейкоб. Після цього Чарльз зайшов у намет, де лежав Бен, представився і сказав йому, що він повинен буде повернутися в табір Дарми, але назавжди залишиться «одним із нас». («Dead is Dead»)
Після того, як Елоїза Гоукінг застрелила в таборі Інакших Деніела Фарадея, Чарльз виявив, переховувавшихся в кущах неподалік Кейт і Джека. Будучи на коні, він наскочив на Джека і вдарив його прикладом рушниці по обличчю. Чарльз привів бранців у табір і запитав, чому люди з Дарми оголошують їм війну. Елоїза пояснила йому, що вони не з Дарми. Відмор помітив тіло Деніела і сказав, що його обличчя йому знайоме. Коли Елоїза повідомила Чарльзу, що покаже Кейт і Джеку шлях до бомби, він почав сперечатися з нею, згадавши в якому стані вона зараз знаходиться, але врешті-решт поступився її наполегливості. («Follow the Leader»)

## Наступні роки
В невідомий період часу, будучи лідером Інакших, він залишив Острів. Під час цієї поїздки у нього був зв'язок з невідомою жінкою, в результаті якої народилася Пенелопа.
Знову повернувшись на острів в 1989 році, доручив Бену та Ітану вбити Даніель Руссо, яка була у складі французької експедиції, яка зазнала аварію недалеко від Острова. Коли Бен повернувся, несучи на руках її дитину, Чарльз зажадав пояснень, навіщо він її приніс. Бен обурився, сказавши, що Відмор нічого йому не розповів про малюка до завдання. Тоді Чарльз зажадав вбити немовля, так як те, що він просить, необхідно для захисту Острова. Однак Бен заперечив, що якщо таке бажання Джейкоба, то Відмор сам може це зробити. Після цього Чарльз злегка посміхнувся і, повернувшись спиною до Бена рушив до свого намету. («Dead is Dead»)
Як лідер Інакших, Відмор повинен був відігравати безпосередню роль в Чищенні Проекту Дарми в грудні 1992 року. За словами Бена, саме «лідер вирішив убити всіх співробітників Дарми». («Немає місця краще дома. Частина 1») Проте досі невідомо, кого він мав на увазі.
Через деякий час після цих подій, Бен вигнав Чарльза з Острова і сам став лідером Інакших. Він прийшов попрощатися з суперником, коли Чарльза відвозили на підводному човні. За словами Бена, Відмор був засланий, так як «порушив правила». Він регулярно залишав Острів і завів сім'ю поза його межами (явний натяк на Пенелопу). Перед від'їздом Відмор презирливо сказав Бену, що тому самому доведеться вибирати між Алекс і Островом. («Dead is Dead»)

## Поза островом
Поза Островом Чарльз Відмор відомий як успішний бізнесмен і керівник корпорації Відмор. Практично нічого не відомо коли і яким чином він придбав або заснував свою ділову імперію.
Хоча Чарльз, очевидно, не був залучений до виховання власного сина Деніела, і ніколи не говорив йому про своє батьківство, він фінансував його дослідження в університеті Оксфорда. Коли його подруга Тереза Спенсер впала в кому після одного з дослідів, Відмор матеріально забезпечив догляд за нею. («Jughead»)

## Відносини з Дезмондом
Дезмонд Г'юм відвідав офіс Чарльза Відмора, коли просив руки його дочки Пенелопи. Той подивився його резюме, зазначив, що Дезмонд працював художником по декораціям, а також незакінчив університет. У цей момент, Дезмонд звернув свою увагу на красиву модель яхти. Відмор повідомив, що його компанія є спонсором регати яхт-одинаків. Після цього він запропонував Дезмонду роботу в своєму адміністративному апараті, але той відмовився, сказавши, що не шукає роботу, а просить дозволу одружитися з його дочкою. Однак Чарльз Відмор заявив, що Дезмонд негідний Пенелопи, так як він ніколи не стане «великою людиною» і навів як приклад адмірала Андерсона Маккачна, під чиїм ім'ям випускається дорогий сорт віскі. Дезмонд покинув офіс ображений і засмучений. (Спалахи перед очима)
У 1996 році Чарльз Відмор був на аукціоні Southfield, коли його ім'я вигукнув стоячий перед входом в зал Дезмонд. Він хотів дізнатися, як можна зв'язатися з Пенелопою. Чарльз тоді сказав, що саме боягузтво Дезмонда стало причиною їх розриву. Дезмонд запитав, чому Відмор так ненавидить його. Той відповів, сказавши, що він не є тим, хто ненавидить Дезмонда і дав йому адресу Пенні. (Постійна величина)
І все-таки Відмор вкрай негативно ставився до їхніх відносин. Коли Дезмонд сидів у військовій в'язниці, він перехоплював всі листи, які той відправляв до його дочки. (Живемо разом, вмираємо на самоті)
Вийшовши з в'язниці, Дезмонд зіткнувся з Відмором. Чарльз запропонував йому грошей для нового життя вдалині від Пенелопи. Дезмонд відмовився і вирішив виграти регату, організовану Відмором, щоб повернути свою честь. (Живемо разом, вмираємо на самоті)

## Пошуки Острова
На відеокасеті, яку Бен показував Джону, Чарльз Відмор б'є людину з пов'язкою на очах. Згідно зі словами Бена, це був один з його людей, а Відмор хотів дізнатися інформацію про місцезнаходження Острова, а потім зробити з нього туристичний рай. («Суперниця»)
В невідомий момент часу, Відмор дізнався, що літак рейсу 815 зазнав авіакатастрофи на Острові. Можливо, йому попалося ім'я пасажира — Джона Локка, якого він запам'ятав на зустрічі в 1954 році. («Знайомтеся, Кевін Джонсон»). Невідомо також, якою мірою Відмору була відома інформація зі станції стеження. ("Живемо разом, вмираємо по одинці) Згідно доказам, представленим Томом, Відмор купив фюзеляж Боїнга 777 і ексгумував 324 тіл в Таїланді, щоб створити муляж літака з пасажирами у западині Сунд. Том також сказав Майклу, що Відмор зробив це тому, що хотів забрати собі Острів. («Знайомтеся, Кевін Джонсон»)
Коли в телевізійних новинах передали про виявлення уламків рейсу 815, Чарльз відвідав Деніела Фарадея в його будинку в Массачусетсі. Відмор розповів йому, що показане по телевізору — фальшивка і саме він її автор. Чарльз запропонував Деніелу відправитися на Острів і продовжити свої дослідження, крім того, там він зможе вилікуватися від своєї хвороби. («Змінна»)
Відмор послав корабель Kahana до Острова. До речі, Капітан Гольт, який командував судном, був упевнений, що саме Бенджамін Лайнус був відповідальний за підробку місця катастрофи літака рейсу 815. Відмор відправив на кораблі команду найманців, під керівництвом Мартіна Кімі. Вони повинні були не тільки захопити Бена, але і по можливості вбити людей, що знаходяться на Острові, включаючи тих, що уцілілі з рейсу 815, якщо команда Кімі виявить таких. («Знайомтеся, Кевін Джонсон»)

## Повернення на острів
Чарльз разом з командою підлеглих припливає на підводному човні на Острів. («Dr. Linus») Через деякий час він ховається від димового монстра в роздягальні Бена. Сам Бенджамін сидить ззовні та чекає на його прибуття. Викинувши Річарда в джунглі димовий монстр запитує Бена : «Чиї човни стоять біля причалу?», а Бен йому відповідає «Мабуть Чарльза Відмора». Після він розкриває його місце перебування. Там димовий монстр вбиває Зоуї і отримавши всю інформацію помічає як Бен вбиває його, вистріливши з револьвера. («What They Died For»)